# Invitation pour l'enfer
Pour plus de détails, voir Fiche technique et Distribution.
Invitation pour l'enfer ou Invitation en enfer (Invitation to Hell) est un téléfilm américain réalisé par Wes Craven. Il a été diffusé sur la chaîne américaine ABC le 24 mai 1984.
En France, le téléfilm est diffusé dans le cadre de l'émission Les Accords du Diable le 1er mai 1989 sur La Cinq. Il est rediffusé dans Les Jeudis de l'angoisse le 24 juin 1993, puis le 22 juin 1995, et le 27 juin 1998 sur M6. 

## Synopsis
La famille Winslow vient s'installer dans une bourgade cossue de Californie. Le père, Matt, est un scientifique brillant qui vient développer un nouveau type de combinaison spatiale pour la découverte de Vénus. L'entreprise pour laquelle Winslow travaille est dirigée par une étrange femme, Jessica Jones, qui dirige aussi le club select dont tous les membres sont aussi des habitants de la résidence où vivent les Winslow. Afin d'adopter un niveau de vie fastueux, Patricia décide de faire partie du club ainsi que leurs deux enfants, Chrissy et Robbie. Mais peu à peu, l'attitude des Winslow change et ils deviennent agressifs et pompeux. Matt, qui refuse de faire partie du club, pense que quelque chose se cache derrière les portes de ce club très fermé....

## Fiche technique
- Titre français : Invitation pour l'enfer
- Titre français alternatif : Invitation en enfer
- Titre original : Invitation to Hell
- Réalisation : Wes Craven
- Scénario : Richard Rothstein
- Musique : Sylvester Levay
- Décors : Hub Braden
- Effets spéciaux de maquillage : Les Berns
- Effets spéciaux visuels : Ken Petiot
- Photographe : Dean Cundey
- Montage : Ann E. Mills et Gregory Prange* Producteur : Robert M. Sertner
- Producteur exécutif : Frank von Zerneck
- Société de production : Moonlight Productions
- Distribution : ABC (États-Unis, TV), Elephant Films (France, DVD)
- Pays d'origine :  États-Unis
- Langue originale : anglais
- Dates de sortie/diffusion : 
  - États-Unis : 24 mai 1984 (1re diffusion TV)
  - France : 1er mai 1989 (1re diffusion TV[7])
  - France : 1er juillet 2008 (sortie DVD[8])
- Interdit aux moins de 12 ans

## Distribution
- Robert Urich : Matt Winslow
- Joanna Cassidy : Patricia Winslow
- Susan Lucci : Jessica Jones
- Joe Regalbuto : Tom Peterson
- Kevin McCarthy : Monsieur Thompson
- Patty McCormack : Mary Peterson
- Bill Erwin : Walt Henderson
- Soleil Moon Frye : Chrissy Winslow
- Barret Oliver : Robbie Winslow
- Nicholas Worth : le shérif
- Virginia Vincent : Grace Henderson
- Greg Monaghan : Pete
- Lois Hamilton : Miss Winter
- Cal Bartlett : Stepson
- Anne Maris McEvoy : Janie
- Bruce Gray : Larry Ferris

## Production
Le tournage a lieu en Californie : Los Angeles (Woodland Hills), Westlake Village, Simi Valley et Culver City (Culver Studios).